# Lijst van hunebedden in Nederland

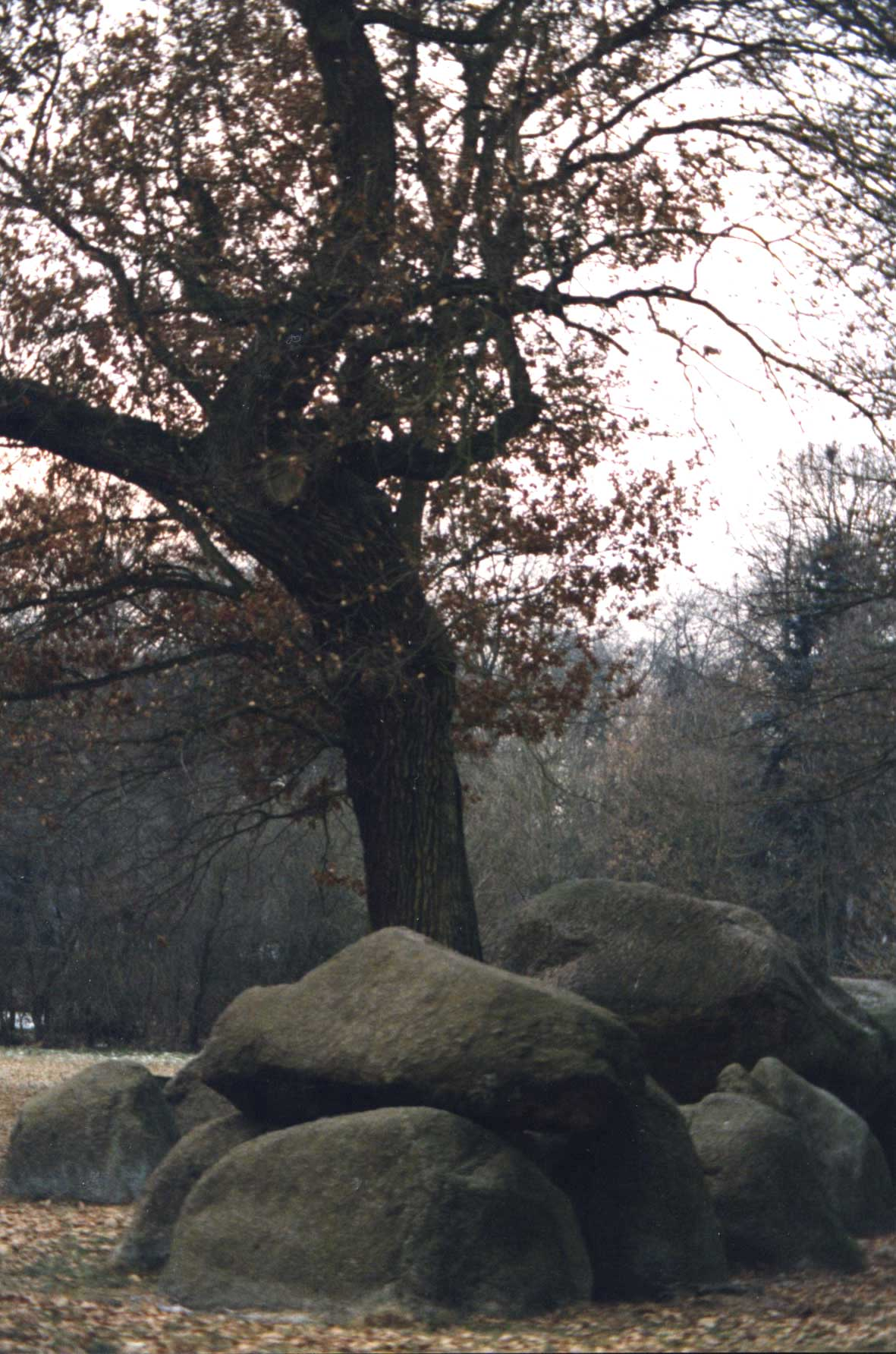
Een van de twee hunebedden bij Rolde (D17)

Dit artikel bevat een volledige lijst van hunebedden in Nederland.
Hunebedden zijn prehistorische megalithische bouwwerken die op verscheidene plaatsen in Nederland, Duitsland, Denemarken en Scandinavië kunnen worden gevonden. Varianten op de hunebedden, de zogenaamde dolmens kunnen in andere Europese landen worden gevonden, zoals België, Frankrijk, Rusland, het Verenigd Koninkrijk et cetera samen met de zogenaamde menhirs.
De hunebedden in Nederland stonden ooit in de provincies Drenthe, Groningen en Overijssel. Heden ten dage staan er daarvan nog 53 op hun originele locatie: 52 in Drenthe, en één in Groningen. Een tweede Gronings hunebed G5, dat in 1982 in de wierde Heveskesklooster bij Delfzijl werd ontdekt, is afgebroken en weer opgebouwd in museum Muzeeaquarium in Delfzijl.
In 2017 werden alle hunebedden in Nederland met behulp van fotogrammetrie opgenomen in een 3D-atlas die voor het publiek gratis toegankelijk is. De gegevens zijn verkregen uit een samenwerking van de provincie Drenthe en de Rijksuniversiteit Groningen, gesubsidieerd door de Gratama-stichting.

## Drenthe
| Nummer | Plaats                  | Rijksmonument | Type hunebed | Opmerkingen | Lengte (m)  | Breedte (m) | Foto |
| ------ | ----------------------- | ------------- | ------------ | --- | ----------- | ----------- | ---- |
| D1     | Steenbergen             | ja            | portaalgraf  | Stienbarge genoemd. Bezoekers hebben enkele malen de poortdeksteen van de draagstenen gegooid. In 1997 is het hunebed beschadigd door brandstichting. De schade is inmiddels zo veel mogelijk hersteld.                                                        | 11,6        | 3,6         |      |
| D2     | Westervelde             | ja            | portaalgraf  | | 8           | 3           |      |
| D3     | Midlaren                | ja            |              | Samen met D4 Hunenborg genoemd. | 10,7        | 4,4         |      |
| D4     | Midlaren                | ja            |              | Samen met D3 Hunenborg genoemd. | 14,8        | 3,9         |      |
| D5     | Zeijen                  | ja            |              | | 7,4         | 2,5         |      |
| D6     | Tynaarlo                | ja            |              | Het hunebed staat mogelijk als Duvels Kutte vermeld op een kaart uit ca. 1570. Het hunebed heeft geen poort. | 5,5         | 3,1         |      |
| D7     | Anloo                   | ja            | portaalgraf  | Holbergien genoemd | 8,8         | 3,1         |      |
| D8     | Anloo                   | ja            | portaalgraf  | In 2015 door een vuur beschadigd. | 7,9         | 4,4         |      |
| D9     | Annen                   | ja            | portaalgraf  | | 7           | 2,5         |      |
| D10    | Gasteren                | ja            |              | | 6,7         | 3,1         |      |
| D11    | Anloo                   | ja            |              | | 9,4         | 3,7         |      |
| D12    | Eext                    | ja            | portaalgraf  | | 6,8         | 2,8         |      |
| D13    | Eext                    | ja            | trapgraf     | Stemberg en trapgraf van Eext genoemd. | 4,3         | 3,2         |      |
| D14    | Eext                    | ja            |              | Johann Friedrich Heinrich Arends beschreef dit hunebed. Hij vertelt dat er putjes te zien zijn die op indrukken van grote vingers lijken. Zijn gids vertelt dat het de afdrukken van reuzen zijn, zie ook petrosomatoglief, cup and ring marks en napjessteen. | 18          | 4,5         |      |
| D15    | Loon                    | ja            |              | | 9,6         | 3,6         |      |
| D16    | Balloo                  | ja            |              | Een Deense archeoloog herkende in 1987 in de deksteen zes cup marks. | 15,6        | 3,9         |      |
| D17    | Rolde                   | ja            |              | Duvelskut genoemd. | 13,9        | 3,8         |      |
| D18    | Rolde                   | ja            |              | Duvelskut genoemd. | 12,6        | 3,5         |      |
| D19    | Drouwen                 | ja            |              | | 15,5        | 3,5         |      |
| D20    | Drouwen                 | ja            |              | | 11,3        | 3,4         |      |
| D21    | Bronneger               | ja            | portaalgraf  | | 7,7         | 2,9         |      |
| D22    | Bronneger               | ja            |              | | 4,5         | 3           |      |
| D23    | Bronneger               | ja            |              | | 6,0         | 2,7         |      |
| D24    | Bronneger               | ja            |              | | 6,7         | 2,4         |      |
| D25    | Bronneger               | ja            |              | | 7,5         | 3,6         |      |
| D26    | Drouwen                 | ja            |              | | 12,0        | 3,8         |      |
| D27    | Borger                  | ja            |              | Grootste hunebed van Nederland, naast het Hunebedcentrum. | 22,6        | 4,1         |      |
| D28    | tussen Borger en Buinen | ja            |              | |             |             |      |
| D29    | tussen Borger en Buinen | ja            |              | |             |             |      |
| D30    | Exloo                   | ja            |              | in 2005 beklad met verf | 7,3         | 3,4         |      |
| D31    | tussen Exloo en Valthe  | ja            |              | | 7,0         | 3,3         |      |
| D32    | Odoorn                  | nee           |              | Nabij het hunebed lagen de verdwenen D32a, D32b, D32c en D32d. | 7,6         | 3,0         |      |
| D34    | Odoorn                  | nee           | portaalgraf  | Tegenover grafheuvel Eppiesbargie. | 7,8         | 3,0         |      |
| D35    | Valthe                  | ja            |              | Het hunebed heeft geen poort. | 8,5         | 3,2         |      |
| D36    | Valthe                  | nee           | portaalgraf  | Samen met D37 De Valther Tweeling genoemd. |             |             |      |
| D37    | Valthe                  | nee           |              | Samen met D36 De Valther Tweeling genoemd. | 11,4        | 3,7         |      |
| D38    | Emmen                   | ja            |              | D38, D39 en D40 liggen op hetzelfde terrein. | 8,0         | 3,0         |      |
| D39    | Emmen                   | ja            |              | D38, D39 en D40 liggen op hetzelfde terrein. | 4,4         | 2,5         |      |
| D40    | Emmen                   | ja            | portaalgraf  | D38, D39 en D40 liggen op hetzelfde terrein. | 4,9         | 3,6         |      |
| D41    | Emmen                   | ja            |              | Laatst ontdekte hunebed in Drenthe (1809). | 5,9         | 2,8         |      |
| D42    | Emmen                   | ja            |              | Enige hunebed in Nederland met drie paar poortzijstenen. Gelegen op het terrein Stien Camp (stenenveld). | 16,8        | 4,5         |      |
| D43    | Emmen                   | ja            | langgraf     | Enige langgraf in Nederland. Bruyn Stien en De Grafkelders genoemd. De steenkrans rond de twee grafkamers is 40,3 bij 6,8 meter groot. | n 4,6 z 8,1 | n 3,0 z 2,9 |      |
| D44    | Emmen                   | ja            |              | Enige hunebed in Nederland in particulier bezit. |             |             |      |
| D45    | Emmen                   | ja            | ganggraf     | In 2011 zwaar beschadigd door vuur. Volksverhalen over paardenhoef- en vinger- en duimafdrukken van een reus (zie ook petrosomatoglief, cup and ring marks en napjessteen).                                                                                    | 18,5        | 4,5         |      |
| D46    | Emmen                   | ja            |              | | 9,5         | 3,6         |      |
| D47    | Emmen                   | ja            |              | | 6,9         | 2,0         |      |
| D49    | Schoonoord              | nee           |              | Papeloze kerk genoemd. Bij reconstructie werden stenen van D33 gebruikt. | 12,1        | 4,7         |      |
| D50    | Noord-Sleen             | ja            | ganggraf     | | 17          | 4,4         |      |
| D51    | Noord-Sleen             | ja            | ganggraf     | | 12,3        | 3,5         |      |
| D52    | Diever                  | ja            |              | Vlakbij lag D52a (Pottiesbargien genoemd). | 14,5        | 4,8         |      |
| D53    | Havelte                 | ja            |              | In de Tweede Wereldoorlog afgebroken ten behoeve van de aanleg van een landingsbaan, later herbouwd. | 18,9        | 4,4         |      |
| D54    | Havelte                 | ja            |              | In 1918 werden in dit hunebed meer vondsten gedaan dan in enig ander hunebed in Nederland. | 12,7        | 3,3         |      |

## Groningen
| Nummer | Plaats           | Rijksmonument | Type hunebed                        | Opmerkingen                                | Lengte (m) | Breedte (m) | Foto |
| ------ | ---------------- | ------------- | ----------------------------------- | ------------------------------------------ | ---------- | ----------- | ---- |
| G1     | Noordlaren       | ja            |                                     | Steenberg, Steenbarg of Stainbarg genoemd. |            |             |      |
| G5     | Heveskesklooster | nee           | rechthoekdolmen of verlengde dolmen | Verplaatst naar Muzeeaquarium Delfzijl.    |            |             |      |

## Friesland
| Nummer | Plaats | Rijksmonument | Type hunebed | Opmerkingen | Lengte (m) | Breedte (m) | Foto |
| ------ | ------ | ------------- | ------------ | --- | ---------- | ----------- | ---- |
| F1     | Rijs   | nee           | steenkist    | Dit graf werd aanvankelijk aangemerkt als een hunebed, maar bleek bij onderzoek in 1996 een steenkist te zijn geweest (bron: It Fryske Gea). |            |             |      |

## Opmerkingen
- In bovenstaande lijst ontbreken de volgende nummers: D33, D48, G2, G3, G4, O1 en O2.
  - D33 werd opgeruimd door de archeoloog Van Giffen voor de restauratie van D49.
  - D48 kreeg van Van Giffen een hunebednummer zonder voorafgaand onderzoek. Later bleek D48, ook bekend als de steen van Noordbarge, niets meer dan een grote steen te zijn. Van Giffen vermoedde dat het een deksteen van een ondergelegen hunebed betrof.
  - De nummers O1 en O2 (Overijssel) en G2 tot en met G4 (Groningen) zijn langer geleden vernietigd. Hun standplaatsen (restanten dekheuvel, granietgruis van de keienvloer) zijn wel teruggevonden. Overigens was Van Giffen niet consequent, de verdwenen hunebedden in Drenthe heeft hij geen nummer gegeven, maar zijn aangeduid met het nummer van een nabij bestaand hunebed met de toevoeging van een letter (bijvoorbeeld D42a).
  - Hunebed O1 lag ooit in Drenthe, maar doordat de provinciegrenzen werden verschoven kwam het in Overijssel te liggen. In de 17e eeuw was het nog intact, maar in het begin van de 19e eeuw vrijwel geheel vernield. Dit om de brokstukken voor infrastructuur of dijken te gebruiken.[42]
- De letters voor de cijfers verwijzen naar de provincies waar de hunebedden in liggen.

In 1819 bezocht Johann Friedrich Heinrich Arends Drenthe. Hij beschreef zijn reis in het Kunst- und Wissenschaftsblatt van 1 maart 1822. Hij bezocht D13, D14 en vijf hunebedden bij Valthe.
Overigens is niet bekend of de lijst met hunebedden volledig is. Dit omdat de Hondsrug bij Groningen onder de grond 'duikt'. Zo is bijvoorbeeld niet uit te sluiten dat zich resten van hunebedden kunnen bevinden in de ondergrond op het Hoog van Winsum.

## Society of Antiquaries[43]
In Engeland ontstond in de jaren zeventig van de 19e eeuw bezorgdheid over de wijze waarop in Nederland hunebedden werden gerestaureerd. In die kringen was men vooral bezorgd dat met de restauraties het oorspronkelijk beeld van de situatie verloren zou gaan. De directeur van de Society of Antiquaries in Londen verzocht de oudheidkundigen William Collings Lukis en Sir Henry Dryden om de staat waarin de hunebedden zich op dat moment bevonden nauwkeurig vast te leggen. Zij bezochten in juli 1878 Drenthe en brachten veertig hunebedden op de Hondsrug in kaart. Ze hebben opmetingen verricht en beschreven de aangetroffen situatie, die zij tevens vastlegden in een serie aquarellen. Hun rapportage aan de Society of Antiquaries verscheen echter niet in druk. Hun materiaal werd bewaard bij de Society of Antiquaries, het Guernsey Museum & Art Gallery en het Drents Museum. Het Ashmolean Museum in Oxford bezit kopieën van hun werk. In 2015 publiceerde de Drentse archeoloog dr. Wijnand van der Sanden alsnog hun werk. Hij voorzag hun materiaal van een uitgebreide inleiding. Ook schetste hij de ontwikkelingen met betrekking tot het archeologisch onderzoek van de hunebedden na hun onderzoek tot 2015. Hij gaf als oordeel dat het werk van Lukis en Dryden van hoge kwaliteit was. In het Drents Museum was in 2015 een tentoonstelling over het werk.